# Mikonsaari (ö i Mellersta Finland, Jämsä)
Mikonsaari är en ö i Finland. Den ligger i sjön Salosvesi och Pettämä och i kommunen Jämsä i den ekonomiska regionen  Jämsä  och landskapet Mellersta Finland, i den södra delen av landet, 220 km norr om huvudstaden Helsingfors. Öns area är 40,9 hektar och dess största längd är 1,5 kilometer i nord-sydlig riktning.